# The Defensive Power of Aïkido

The Defensive Power of Aïkido (littéralement, La Puissance défensive de l'aïkido) est un film japonais réalisé par Shigehiro Ozawa, avec Sonny Chiba, sorti en 1975. 
Écrit par Koji Takeda et Seikou Shimura, ce film retrace la vie, de façon romancée, de Morihei Ueshiba, le fondateur de l'aïkido.,

## Synopsis
Morihei Ueshiba, le fils d'une famille d'agriculteurs, crée sa propre forme d'arts martiaux, l'Aïkido, combinant les forces de diverses autres arts en un seul. 

## Fiche technique
- titre anglais : The Defensive Power of Aïkido
- titre japonais : Gekitotsu ! Aïkido

## Distribution
- Jiro Chiba
- Sonny Chiba

On retrouve au casting de ce film, le célèbre acteur Sonny Chiba dans le rôle d'O Sensei.
Les amateurs d'aïkido s'intéressent à ce film surtout pour ses premières minutes où l'on aperçoit le Doshu Kisshomaru Ueshiba réaliser une démonstration de haute volée et pour l'apparition de Seigo Yamaguchi dans une séquence tournée à l'aikikai hombu dojo, avec ralenti et grande musique.